# Gråvit gaffelsvans
Gråvit gaffelsvans (Furcula bifida) är en fjärilsart som beskrevs av Nikolaus Joseph Brahm 1787. Gråvit gaffelsvans ingår i släktet Furcula och familjen tandspinnare. Arten är reproducerande i Sverige. Inga underarter finns listade i Catalogue of Life.

## Bildgalleri

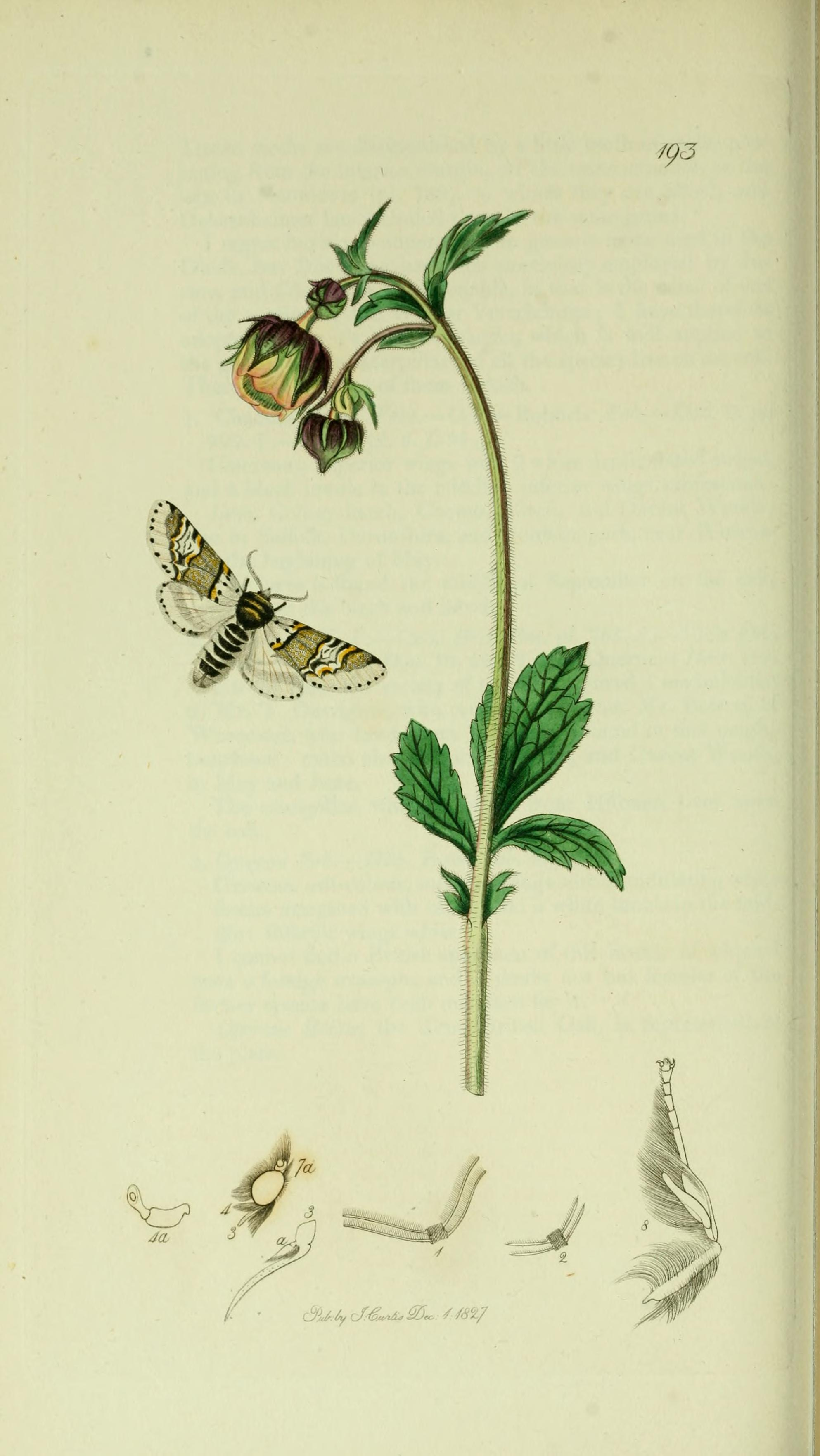
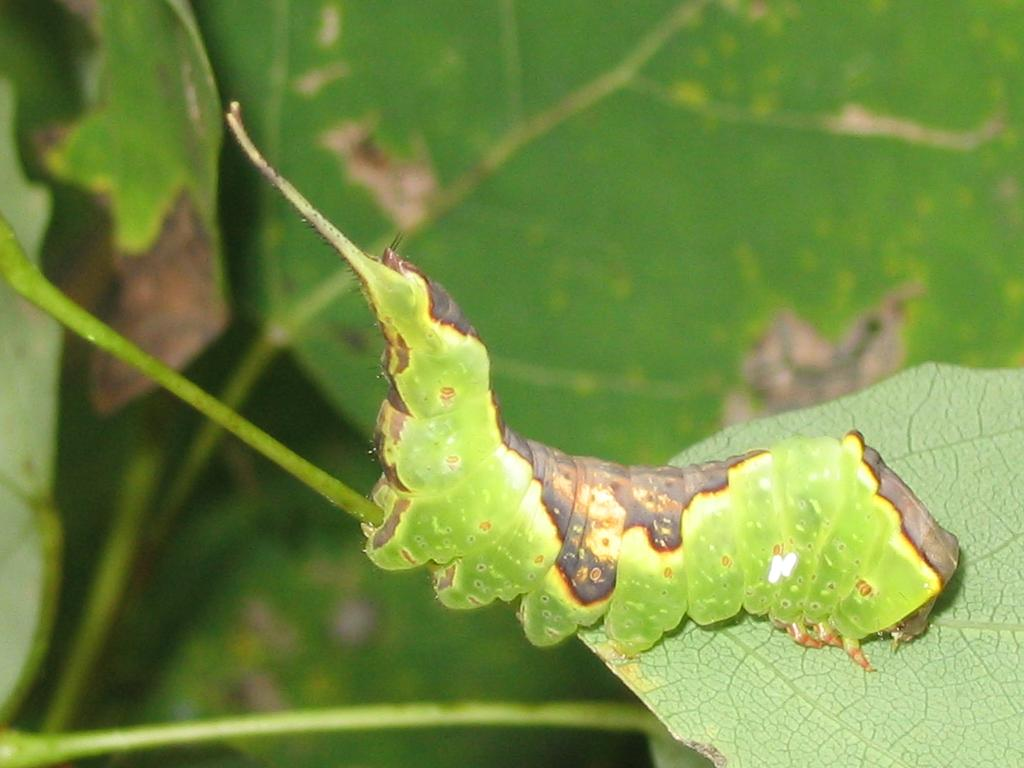
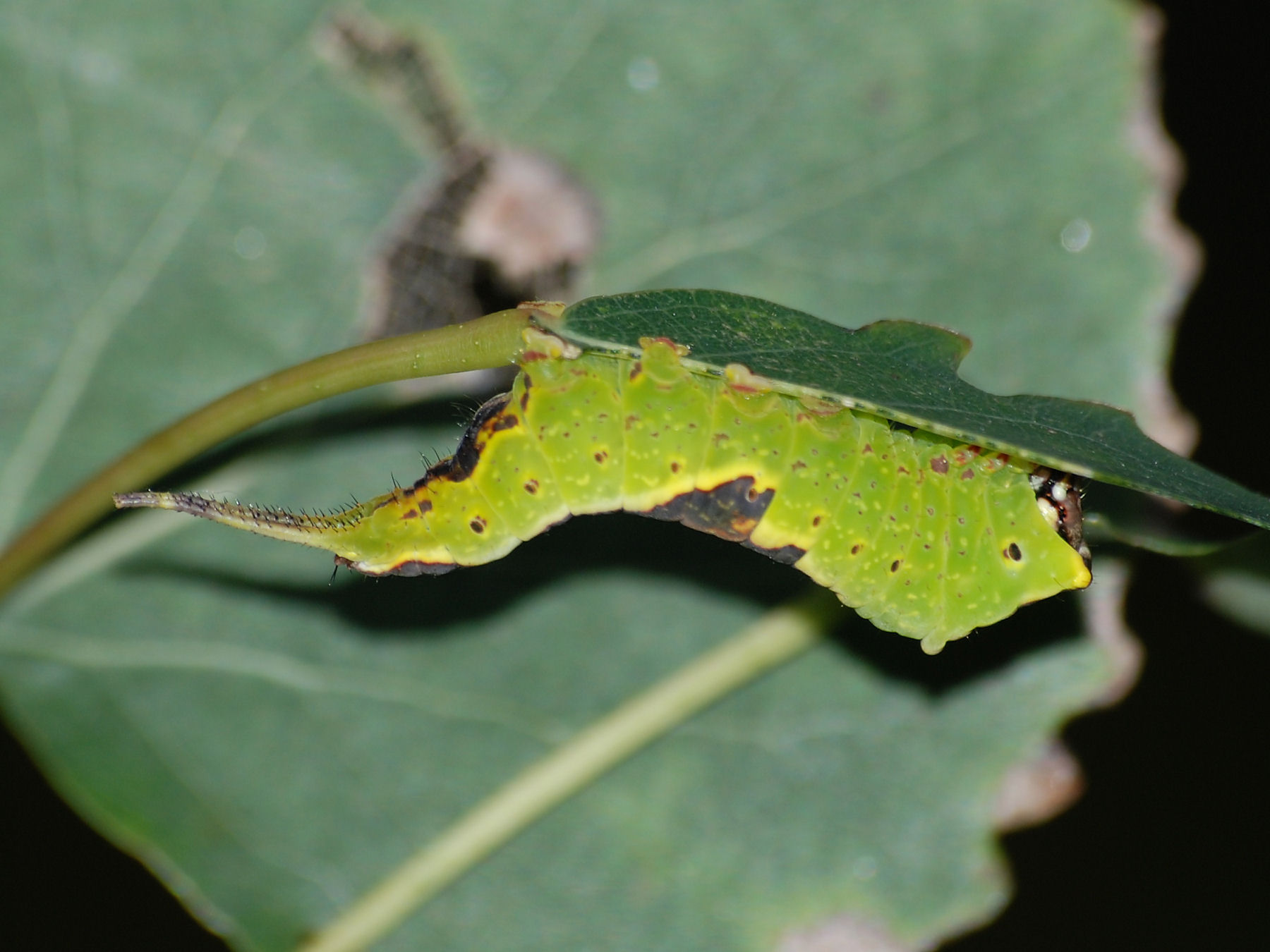
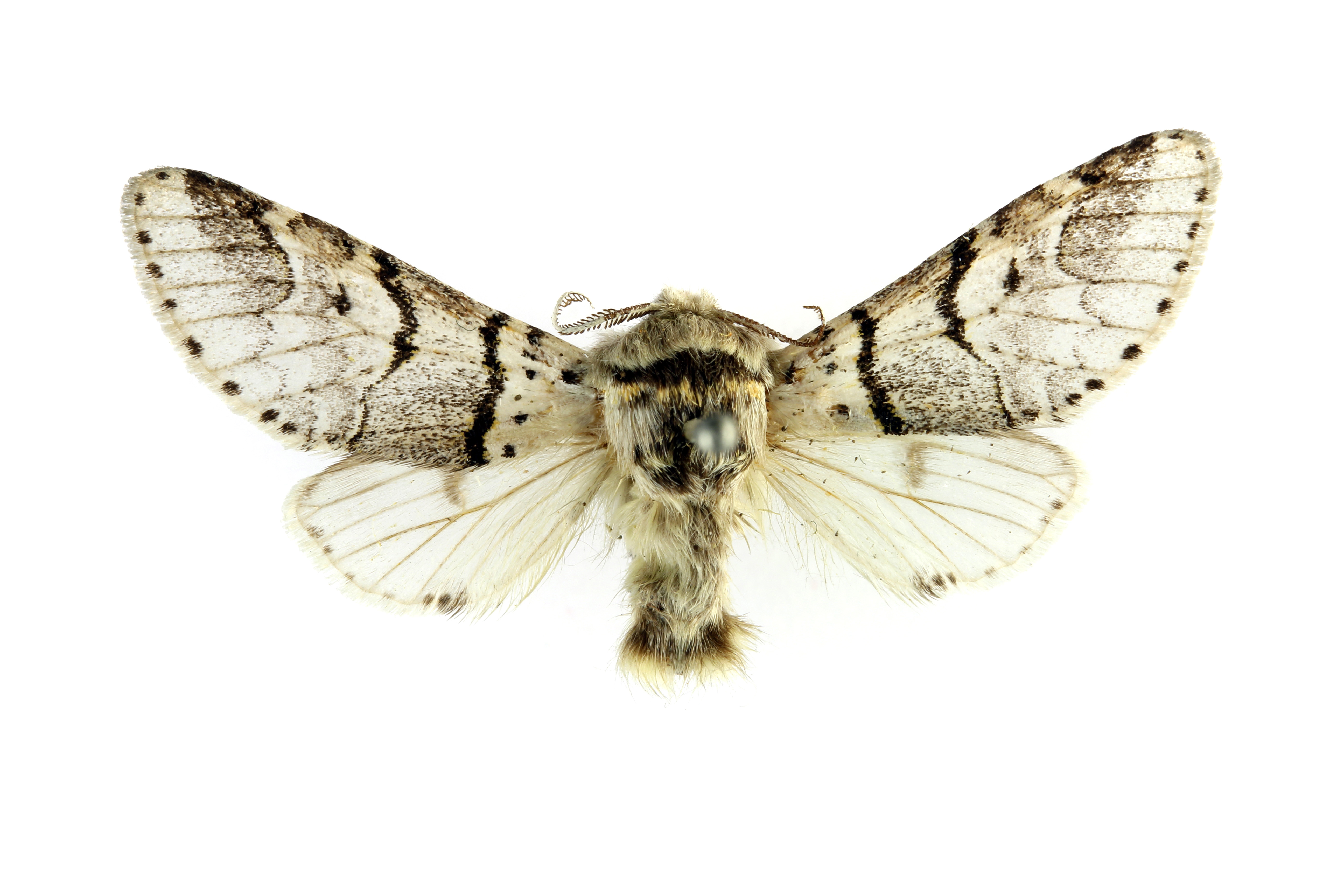
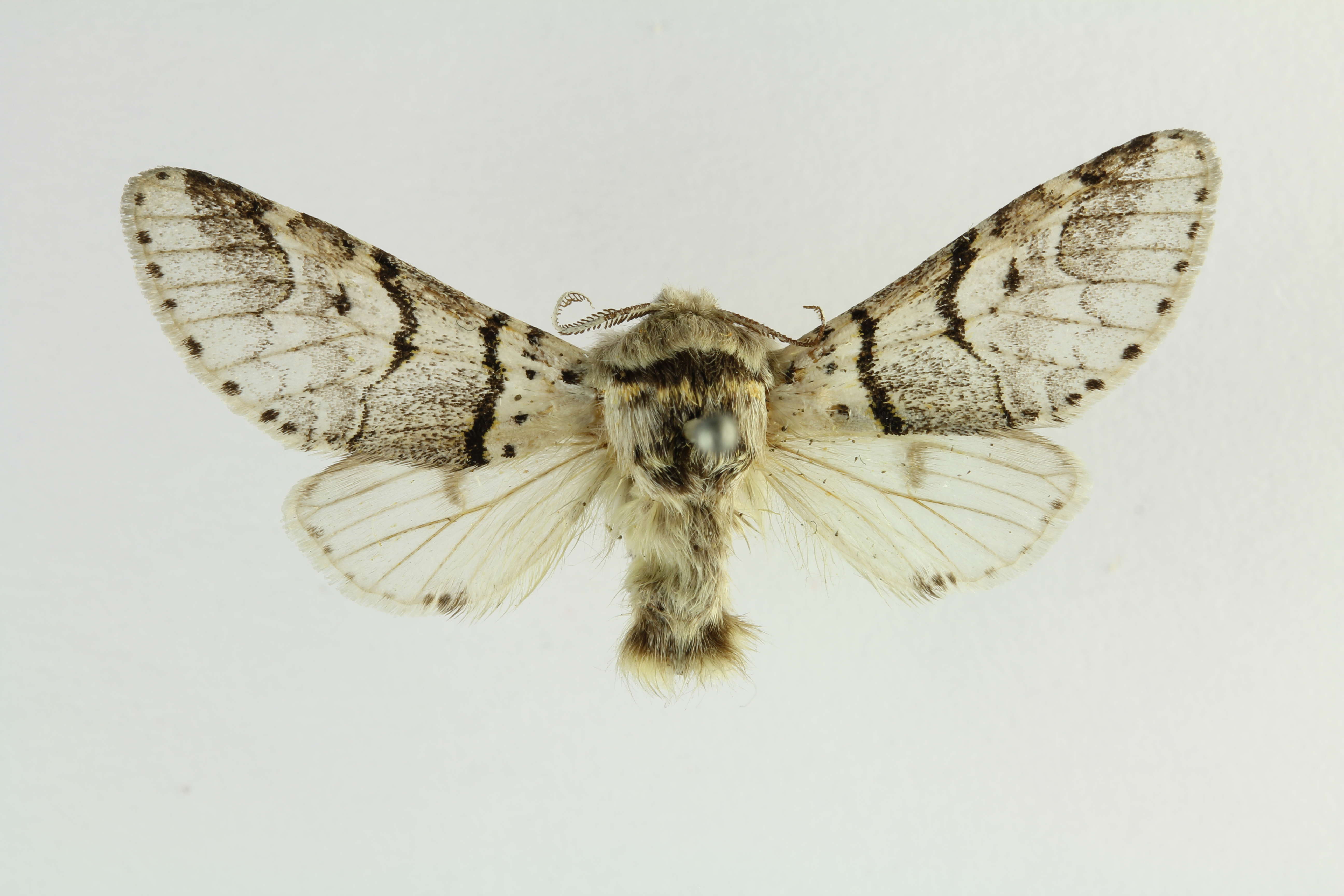
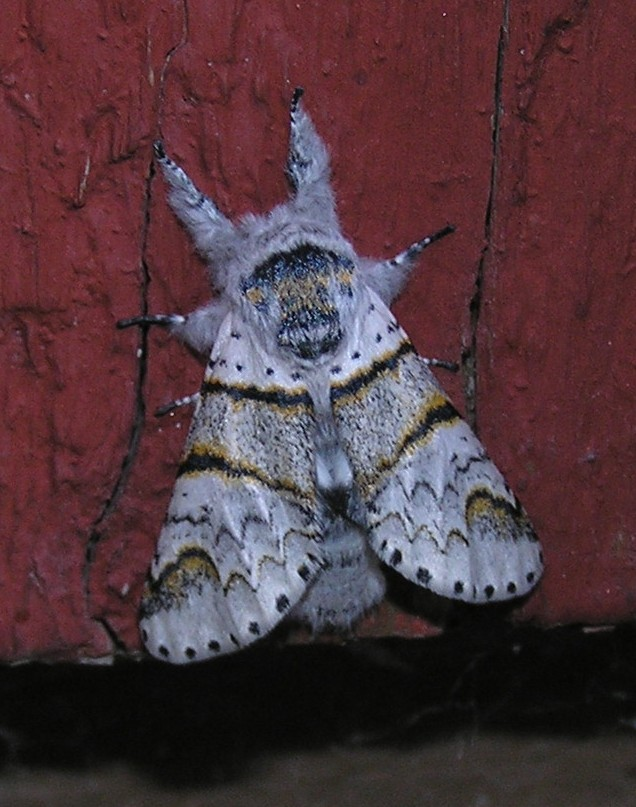